# Southampton F.C. 0–9 Leicester City F.C.
Trong trận đấu sớm thuộc vòng 10 Giải bóng đá Ngoại hạng Anh 2019-20 diễn ra vào ngày 25 tháng 10 năm 2019 trên sân vận động St Mary's, giữa hai câu lạc bộ Southampton F.C. và Leicester City F.C., câu lạc bộ Leicester City đã giành chiến thắng với tỷ số 9-0. Chiến thắng này của Leicester cùng với trận thắng 9-0 của câu lạc bộ Manchester United trước Ipswich Town năm 1995 trở thành những trận thắng đậm nhất trong lịch sử Giải bóng đá Ngoại hạng Anh. Ngoài ra, chiến thắng với 9 bàn không gỡ của câu lạc bộ Leicester City đã thiết lập kỷ lục mới về trận thắng trên sân khách đậm nhất trong lịch sử giải bóng đá Ngoại hạng Anh, vượt qua kỷ lục trước đó được thiết lập bởi Manchester United với chiến thắng 8-1 trước Nottingham Forest năm 1999. Đồng thời đây cũng là trận thắng trên sân khách đậm nhất trong 131 năm kể từ khi các giải đấu chuyên nghiệp của quốc gia này ra đời.
Trận đấu được truyền hình trực tiếp trên kênh Sky Sports.

## Trước trận đấu
Trước trận đấu thuộc vòng 10 giải Ngoại hạng Anh, câu lạc bộ Leicester City đang đứng ở vị trí thứ 3 trên bảng xếp hạng, họ có cùng 17 điểm so với đội đứng thứ 4 Chelsea nhưng hơn về hiệu số bàn thắng bại. Đội bóng của huấn luyện viên Brendan Rodgers là đội bóng có thành tích tốt nhất trong số 18 đội bóng còn lại của giải Ngoại hạng, chỉ sau hai đội bóng được xem là "ứng cử viên vô địch", Liverpool và Manchester City.
Ngược lại, câu lạc bộ Southampton lại có phong độ phập phù, đứng ở vị trí thứ 17 trên bảng xếp hạng, có cùng 8 điểm với đội xếp sau là Newcastle United nhưng hơn về hiệu số bàn thắng bại.

## Diễn biến

### Diễn biến thi đấu
Ngay từ đầu trận đấu, Leicester sớm đẩy cao đội hình và tạo ra được thế trận tốt hơn so với Southampton. Họ sớm ghi được bàn thắng mở tỷ số ở phút thứ 10 do công của Ben Chilwell, từ một cú đá bồi sau cú sút của Barnes bị thủ thành Angus Gunn đẩy ra. Nhận bàn thua sớm, Southampton không những không chỉnh đốn lại đội hình để vùng lên san bằng cách biệt, mà chỉ hai phút sau khi nhận bàn thua, hậu vệ Ryan Bertrand của họ phải nhận thẻ đỏ rời sân sau pha vào bóng thô bạo với Ayone Perez; quyết định được trọng tài Andre Marriner đưa ra sau khi tham khảo công nghệ video hỗ trợ trọng tài. Mất người sớm, tinh thần thi đấu rệu rã, Southampton đã để cho Leicester ghi thêm 2 bàn thắng ở phút thứ 17 và 19 lần lượt do công của Youri Tielemans và Ayoze Pérez, đưa đoàn quân của Brendan Rodgers vuơn lên dẫn trước 3-0. Ayoze Pérez đã lập cú đúp với bàn thắng thứ 4 cho Leicester vào phút thứ 39, trước khi Jamie Vardy ghi bàn thắng nâng tỷ số lên 5-0 trước giờ nghỉ.
Sau giờ nghỉ, dù huấn luyện viên của Southampton là Hasenhuttl có những điều chỉnh nhân sự nhưng do tinh thần của các cầu thủ Southampton đã rệu rã, họ tiếp tục để cho Leicester tạo cơ hội ghi bàn về phía khung thành của Angus Gunn. Phút thứ 57, cầu thủ Ayoze Pérez đã hoàn tất cú hat-trick, và ngay sau đó 1 phút thì Jamie Vardy cũng đã ghi bàn thắng thứ hai của anh trong trận đấu này, đưa Leicester dẫn trước 7-0. Chưa dừng lại ở đó, tới phút 85, James Maddison đã có một cú đá phạt đẹp mắt và nâng tỷ số trận đấu lên 8-0. Tới những phút bù giờ, Leicester còn được hưởng quả phạt đền khi cầu thủ của Leicester bị cầu thủ bên phía Southampton phạm lỗi trong vòng cấm. Trên chấm 11m, Jamie Vardy đã không mắc sai lầm nào để hoàn tất cú hat-trick cho cá nhân anh, ấn định tỷ số 9-0.

### Đội hình thi đấu
| Southampton | 0–9      | Leicester City                                                                                      |
| ----------- | -------- | --------------------------------------------------------------------------------------------------- |
|             | Chi tiết | - Chilwell 10' - Tielemans 17' - Pérez 19', 39', 57' - Vardy 45', 58', 90+4' (ph.đ.) - Maddison 85' |

| Southampton | Leicester City |

| TM               | 28 | Angus Gunn                |     |     |
| HV               | 35 | Jan Bednarek              |     |     |
| HV               | 3  | Maya Yoshida              |     |     |
| HV               | 4  | Jannik Vestergaard        |     | 45' |
| HV               | 43 | Yan Valery                |     | 70' |
| TV               | 16 | James Ward-Prowse         |     |     |
| TV               | 14 | Oriol Romeu               |     |     |
| TV               | 23 | Pierre-Emile Højbjerg (c) |     |     |
| HV               | 21 | Ryan Bertrand             | 12' |     |
| TĐ               | 9  | Danny Ings                |     | 45' |
| TĐ               | 22 | Nathan Redmond            |     |     |
| Dự bị:           |    |                           |     |     |
| TM               | 1  | Alex McCarthy             |     |     |
| HV               | 5  | Jack Stephens             |     | 45' |
| HV               | 38 | Kevin Danso               |     | 45' |
| TV               | 17 | Stuart Armstrong          |     | 70' |
| TV               | 19 | Sofiane Boufal            |     |     |
| TĐ               | 7  | Shane Long                |     |     |
| TĐ               | 10 | Ché Adams                 |     |     |
| HLV trưởng:      |    |                           |     |     |
| Ralph Hasenhüttl |    |                           |     |     |

| TM              | 1  | Kasper Schmeichel (c) |  |     |
| HV              | 21 | Ricardo Pereira       |  |     |
| HV              | 6  | Jonny Evans           |  |     |
| HV              | 4  | Çağlar Söyüncü        |  |     |
| HV              | 3  | Ben Chilwell          |  |     |
| TB              | 25 | Wilfred Ndidi         |  |     |
| TV              | 17 | Ayoze Pérez           |  | 74' |
| TV              | 8  | Youri Tielemans       |  |     |
| TV              | 10 | James Maddison        |  |     |
| TV              | 15 | Harvey Barnes         |  | 72' |
| TĐ              | 9  | Jamie Vardy           |  |     |
| Dự bị:          |    |                       |  |     |
| TM              | 12 | Danny Ward            |  |     |
| HV              | 2  | James Justin          |  |     |
| HV              | 5  | Wes Morgan            |  |     |
| TV              | 7  | Demarai Gray          |  | 74' |
| TV              | 11 | Marc Albrighton       |  | 72' |
| TV              | 20 | Hamza Choudhury       |  |     |
| TV              | 26 | Dennis Praet          |  |     |
| HLV trưởng:     |    |                       |  |     |
| Brendan Rodgers |    |                       |  |     |

| Cầu thủ xuất sắc nhất trận: Jamie Vardy (Leicester City) Trợ lý trọng tài: Scott Ledger Simon Long Trọng tài thứ tư: Andrew Madley Trọng tài VAR: Mike Dean Trợ lý trọng tài video: Andy Halliday | Luật thi đấu - 90 phút - Không hiệp phụ hay đá luân lưu - 7 cầu thủ trên băng ghế dự bị - Tối đa 3 quyền thay người |

### Thống kê
| Thống kê       | Southampton | Leicester City |
| -------------- | ----------- | -------------- |
| Bàn thắng      | 0           | 9              |
| Số cú sút      | 6           | 25             |
| Sút trúng đích | 3           | 15             |
| Kiểm soát bóng | 27%         | 73%            |
| Phạt góc       | 2           | 7              |
| Phạm lỗi       | 3           | 12             |
| Thẻ vàng       | 0           | 0              |
| Thẻ đỏ         | 1           | 0              |

## Sau trận đấu và kỷ lục
Trận đấu diễn ra hai ngày trước dịp kỷ niệm 1 năm vụ tai nạn máy bay xảy ra tại thành phố Leicester, vụ tai nạn đã khiến cựu chủ tịch của Leicester lúc đó là ông Vichai Srivaddhanaprabha thiệt mạng. Các cổ động viên và cầu thủ của Leicester đã dành trận thắng này để tri ân vị cố chủ tịch xấu số. Về phía câu lạc bộ Southampton, sau trận thua thảm này, cả các cầu thủ và ban huấn luyện đã từ chối nhận một ngày lương (ngày thứ 6, 25 tháng 10, ngày diễn ra trận đấu đó); số tiền này được chuyển đến quỹ từ thiện do câu lạc bộ lập ra, Saints Foundation. Trên bảng xếp hạng, Leicester có 20 điểm và tiếp tục đứng ở vị trí thứ ba, còn Southampton đã tụt xuống nhóm "cầm đèn đỏ" khi đứng ở vị trí thứ 18.
Thất bại 0-9 của Southampton là thất bại đậm nhất của Southampton trong lịch sử đội bóng này. Chiến thắng 9-0 của Leicester đã cân bằng thành tích của Manchester United về trận thắng đậm nhất trong lịch sử Giải bóng đá Ngoại hạng Anh (trận đấu vào năm 1995 khi Manchester United thắng Ipswich Town 9-0 tại sân Old Trafford. Trận thắng với 9 bàn không gỡ này của đoàn quân huấn luyện viên Brendan Rodgers cũng đã thiết lập kỷ lục mới về trận thắng trên sân khách đậm nhất trong lịch sử giải bóng đá Ngoại hạng Anh, vượt qua kỷ lục trước đó được thiết lập bởi Manchester United với chiến thắng 8-1 trước Nottingham Forest trên sân nhà của Nottingham vào năm 1999. Đồng thời đây cũng là trận thắng trên sân khách đậm nhất trong 131 năm kể từ khi các giải đấu chuyên nghiệp của quốc gia này ra đời. Chiến thắng 9-0 của Leicester trước Southampton cũng giúp đoàn quân của Brendan Rodgers trở thành đội bóng thứ hai trong lịch sử Ngoại hạng Anh có 2 cầu thủ lập hat-trick trong cùng một trận đấu (Ayone Pérez và Jamie Vardy); trước đó vào ngày 7 tháng 5 năm 2003, Arsenal là đội đầu tiên làm được điều này với hai cầu thủ là Jermaine Pennant và Robert Pires trong chiến thắng 6-1 trước chính Southampton.